# Oskar Nisu
Oskar Nisu, né le 11 août 1994 à Randvere, est un coureur cycliste estonien.

## Biographie
Fin juillet 2019, il est présélectionné pour représenter son pays aux championnats d'Europe de cyclisme sur route.

## Palmarès
- 2011
  -  Champion d'Estonie sur route juniors
  - 1re étape du Saaremaa Velotuur (contre-la-montre par équipes)
  - Tour de la région de Łódź :
    - Classement général
    - 1re et 3e étapes
- 2012
  -  Champion d'Estonie sur route juniors
  - 1re étape du Saaremaa Velotuur (contre-la-montre par équipes)
  - 4e étape du Tour de la région de Łódź
  - 2e du championnat d'Estonie du contre-la-montre juniors
- 2014
  -  Champion d'Estonie sur route espoirs[2]
  -  Champion d'Estonie du contre-la-montre espoirs
  - 4e étape du Tour de la Manche
  - Grand Prix de Tourteron
  - Tour de Helsinki
  - 2e du Grand Prix de Ham
  - 2e du Grand Prix de Villers-en-Cauchies
  - 3e du championnat d'Estonie du contre-la-montre
  - 3e du Grand Prix de Beuvry-la-Forêt
- 2016
  - 2e du Grand Prix de Domjean
  - 2e du championnat d'Estonie du contre-la-montre espoirs
- 2019
  -  Médaillé d'argent du critérium aux Jeux des Îles
  - 3e du championnat d'Estonie du contre-la-montre
- 2024
  - 3e étape du Tour de Banyuwangi Ijen

## Classements mondiaux
| Année                                 | 2014 | 2015 | 2016  | 2017  | 2018  | 2019  | 2020 | 2021  | 2022  | 2023  | 2024 |
| ------------------------------------- | ---- | ---- | ----- | ----- | ----- | ----- | ---- | ----- | ----- | ----- | ---- |
| Classement mondial                    |      |      | 1756e | 2784e | 2122e | 1216e | 640e | 1009e | 1749e | 2816e | 930e |
| UCI Europe Tour                       | 654e | nc   | 1163e | 1825e | 1415e | 847e  | 520e | 748e  | 1146e | nc    | nc   |
|                                       |      |      |       |       |       |       |      |       |       |       |      |
| Légende : nc = non classéSource : UCI |      |      |       |       |       |       |      |       |       |       |      |